# Шефер, Марсель
Марсель Шефер (нем. Marcel Schäfer; 7 июня 1984, Ашаффенбург, Бавария, ФРГ) — немецкий футболист, защитник. Провёл 8 матчей за сборную Германии.

## Ранние годы
Воспитанник клубов «Айнтрахт Штрассбессенбах» и «Виктория Ашаффенбург».

## Клубная карьера
В 1999 году его заметил скаут юношеской команды «Мюнхен 1860» Эрнст Таннер и предложил ему переход в свой клуб; в то же время молодым игроком интересовался франкфуртский «Айнтрахт». Шефер выбрал мюнхенский клуб, играл на позиции полузащитника. В 17 лет из-за серьёзной травмы, порванных крестообразных связок, ему чуть было не пришлось завершить едва начавшуюся карьеру. Но все обошлось, и в сезоне 2003/04 он впервые попал в основную команду Мюнхен 1860. Его дебют состоялся в 11 туре Бундеслиги, в матче против «Бохума». В последующие годы постоянно входил в основной состав команды.
В июле 2007 года перешёл в «Вольфсбург». Первый матч составе своего нового клуба провел 11 августа 2007 года в матче против «Арминии». Тот матч «Вольфсбург» проиграл со счётом 1:3. В первый год нахождения в Вольфсбурге участвовал в 29 играх, забил 6 голов. 18 мая 2009 года был признан лучшим игроком года в Нижней Саксонии. С января по август 2011 года был капитаном команды, потом на этом посту его сменил Кристиан Треш.
В 2013 году Шефер продлил контракт с «Вольфсбургом» на 4 года.
1 марта 2017 года Шефер подписал контракт с американским клубом «Тампа-Бэй Раудис» из лиги USL. За «Раудис» дебютировал 25 марта в матче стартового тура сезона против «Орландо Сити Б». 19 апреля в матче против «Цинциннати» забил свой первый гол за «Раудис». 13 июня 2018 года «Тампа-Бэй Раудис» освободил Шефера от его контрактных обязательств, чтобы позволить ему вернуться в «Вольфсбург» и занять должность спортивного директора.

## Карьера в сборной
Дебютировал в сборной Германии 9 ноября 2008 года в товарищеском матче против сборной Англии.

## Достижения
«Вольфсбург»
- Чемпион Германии: 2008/09
- Обладатель Кубка Германии (1): 2014/15
- Обладатель Суперкубка Германии (1): 2015
- Футболист года земли Нижняя Саксония: 2009

## Семья
Марсель женат, у него трое детей: два сына и дочь.
Его отец Маркус Шефер, также был футболистом: с 1985 по 1989 год он играл во второй Бундеслиге за клуб «Виктория Ашаффенбург».